# 小行星8137
小行星8137（英語：8137 Kviz）是一颗围绕太阳公转的小行星。1979年9月19日，克列特在克列特发现了此天体。
这颗小行星的绝对星等为339.5530015643562等。